# Bica d'azeite

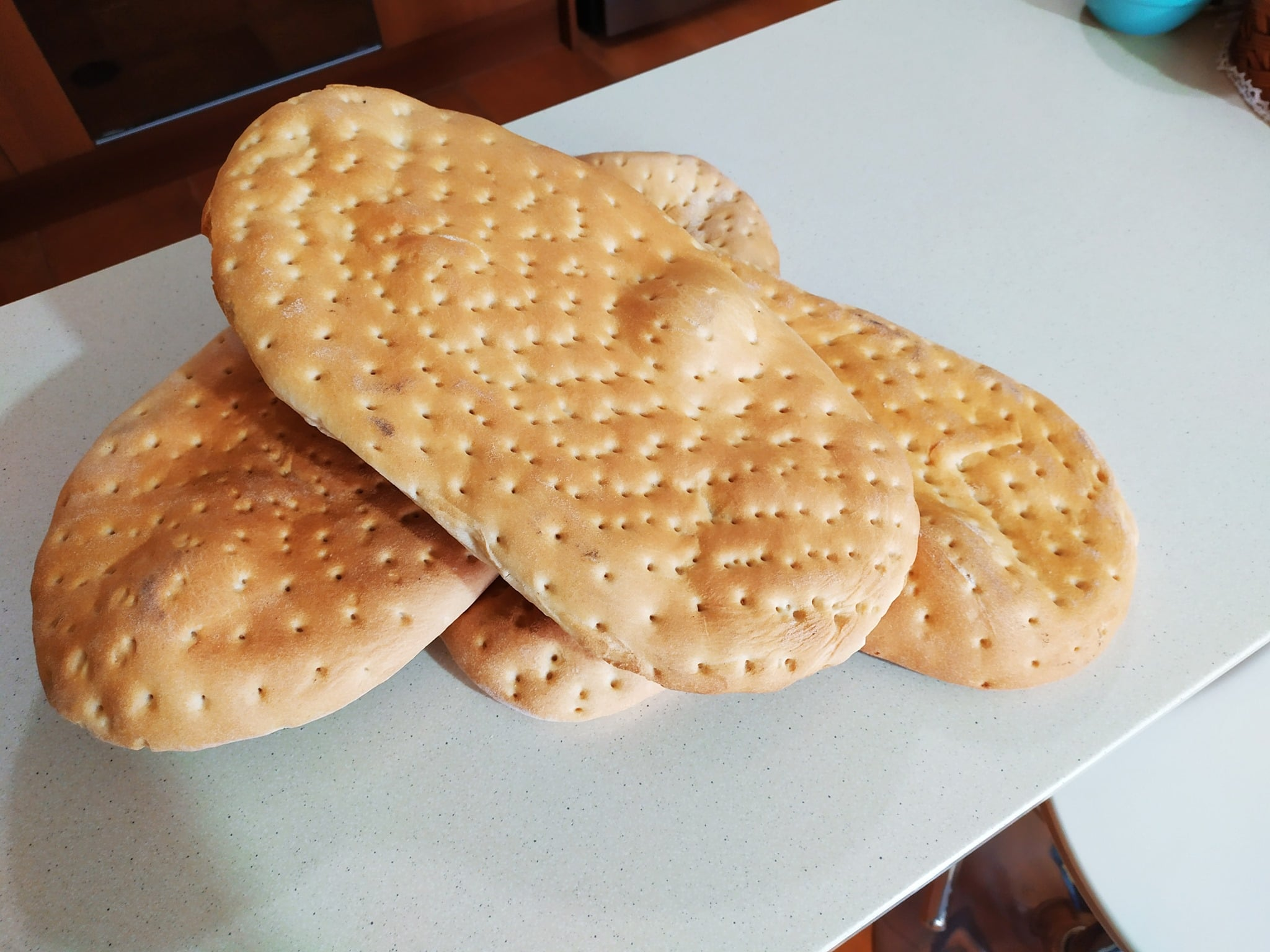
As bicas da Benquerença.

A Bica d'Azeite ou Bica de azeite é um pão achatado típico da Beira Baixa, de origem judia, celebrado anualmente na Feira dos Sabores d’aldeia – Festa da Bica de Azeite em Monforte da Beira, Castelo Branco.

## Origem
A bica de azeite tem origem no pão judaico "pita" (do grego: πίτα, o qual originou a palavra פיתה, trans:pittāh, em hebraico).[carece de fontes?]

## Celebração
Este tipo de pão regional é celebrado anualmente em Setembro desde 2005 na aldeia de Monforte da Beira, concelho de Castelo Branco, onde a sua produção e consumo se encontram intimamente ligados e enraizados. Monforte da Beira possui uma produção milenar de azeite, tendo possuído uma das mais importantes judiarias da Beira Baixa durante a Idade Média. Existem registos de habitantes seus julgados pelo tribunal da inquisição de Coimbra no séc. XVIII.[carece de fontes?]
A organização da feira é partilhada pela "Aldeia em Movimento- Associação Cultural Desportiva e Recreativa de Monforte da Beira" e pela Junta de Freguesia de Monforte da Beira.